# James Herriot

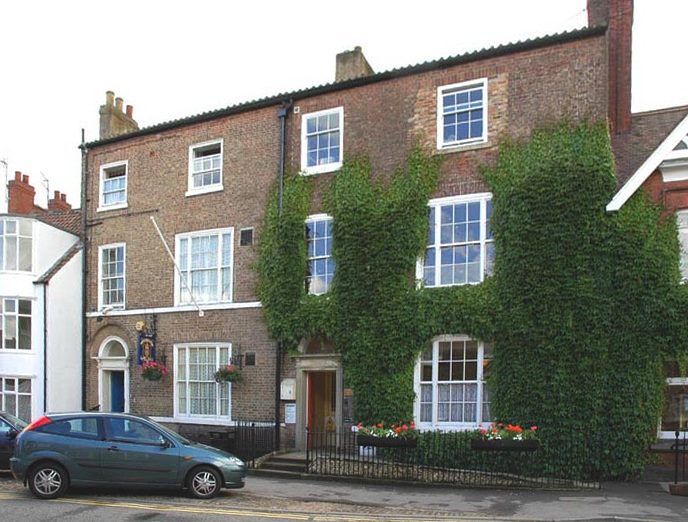
James Herriots mottagning i Thirsk.

James Herriot, pseudonym för James Alfred Wight, född 3 oktober 1916 i Sunderland, Tyne and Wear (i dåvarande County Durham), död 23 februari 1995 i Thirlby, North Yorkshire, var en brittisk veterinär och författare.
Herriot skrev på ett humoristiskt och öppet sätt om sitt liv som distriktsveterinär i Yorkshire. Han debuterade 1970 med boken Om de bara kunde tala (If Only They Could Talk). 
Hans böcker har filmatiserats två gånger och överförts till en mycket populär TV-serie i 90 avsnitt 1978 - 1990 kallad I vår Herres hage, med bland andra Christopher Timothy, Robert Hardy, Peter Davison och Carol Drinkwater i huvudrollerna. 
Asteroiden 4124 Herriot är uppkallad efter honom.